# Jeanny Dom
Jeanny Dom (Echternach, 5 de febrer de 1954) és una exjugador de tennis de taula luxemburguesa. Actualment és la Secretaria General de la Unió Europea de Tennis de taula. Al llarg de la seva carrera, Dom va guanyar el premi Esportista Luxemburguès de l'Any set vegades, fet que la converteix en l'esportista amb més premis de la història, un més que Marc Girardelli.